# Пустошка (Куйский национальный вепсский сельсовет)
Пу́стошка (вепс. Pust Kaistanno) — деревня в Бабаевском районе Вологодской области России.
Входит в состав Вепсского национального сельского поселения (с 1 января 2006 года по 13 апреля 2009 года входила в Куйское национальное вепсское сельское поселение), с точки зрения административно-территориального деления — в Куйский национальный вепсский сельсовет.
Расстояние по автодороге до районного центра Бабаево — 128 км, до центра муниципального образования деревни Тимошино — 37 км. Ближайшие населённые пункты — Вирино, Марково, Панкратово.
По переписи 2002 года население — 11 человек (четверо — русские, семеро — вепсы).